# 三郷早稲田団地
三郷早稲田団地（みさとわせだだんち）は、埼玉県三郷市にある住宅団地（公団住宅）。所在地は三郷市早稲田7丁目ほか。賃貸および分譲集合住宅で構成される。
現在は、三郷早稲田パークハイツと呼ばれる。

## 沿革
- 昭和53年（1978年）に、三郷駅北側に位置する三郷早稲田団地（計画戸数2,400戸、22.2ヘクタール）の建設が着工[2]。
- 昭和55年（1980年）第一次入居開始を開始[2]。

## 構成
- 3丁目
- 4丁目
- 5丁目
- 6丁目
- 7丁目
- 8丁目

## 交通

### 鉄道
- JR武蔵野線三郷駅

### バス
- 東武バスセントラル
  - 三郷早稲田団地単独のバス停は、存在していない。
- マイスカイ交通

#### 深夜バス
- 東武バスセントラル
  - 三郷駅北口発23:20発(吉川車庫行)

## 学校

### 小学校
- 三郷市立丹後小学校（団地内）（1981年4月開校）
- 三郷市立後谷小学校（2024年3月26日閉校[3]）
- 三郷市立前間小学校

### 中学校
- 三郷市立早稲田中学校

## 近辺の公共施設
- 三郷市文化会館
- 三郷市立早稲田図書館
- 早稲田公園プール
- 早稲田児童センター